# Laurent Cantet
Laurent Cantet (ur. 15 czerwca 1961 w Melle, zm. 25 kwietnia 2024 w Paryżu) – francuski reżyser, scenarzysta i operator filmowy. Twórca kina zaangażowanego społecznie, o zacięciu lewicowym, inspirowanego twórczością brytyjskiego socjalisty Kena Loacha. Laureat Złotej Palmy podczas 61. Międzynarodowego Festiwalu Filmowego w Cannes za film pod tytułem Klasa (2008).

## Życiorys
Urodził się w zachodniej Francji w rodzinie nauczycieli z Ardilleux. Po studiach fotograficznych na Uniwersytecie w Marsylii, w 1986 ukończył prestiżową paryską uczelnię filmową Institut des hautes études cinématographiques (IDHEC). W szkole tej poznał wielu przyszłych reżyserów, z którymi później współpracował, m.in. Dominika Molla, Robina Campillo i Gilles’a Marchanda.
Karierę rozpoczął od pracy reżysera i operatora filmów krótkometrażowych. Rozgłos zyskał dzięki filmowi Zasoby ludzkie (1999), który opowiadał o konflikcie pracujących w jednej fabryce ojca-szarego pracownika i syna na stanowisku kierowniczym. Obraz chwalono za umiejętne odniesienie się do takich tematów jak różnice klasowe, zachowania korporacyjne czy etyka w miejscu pracy. Film przyniósł twórcy m.in. Cezara i Nagrodę Louisa Delluca za najlepszy debiut reżyserski oraz Europejską Nagrodę Filmową dla odkrycia roku.
Następne dwa filmy Canteta, Odjazd (2001) i Na południe (2005), przypieczętowały jego pozycję sztandarowego specjalisty od kina zaangażowanego społecznie. Pierwszy tytuł był historią mężczyzny, który traci pracę i postanawia ukrywać ten fakt przed swoją rodziną. Na południe z kolei piętnowało rozprzestrzeniające się zjawisko seksturystyki. Główną rolę podstarzałej profesor filozofii, która "sponsoruje" osiemnastoletniego Haitańczyka, zagrała Charlotte Rampling.
Największy jak dotąd sukces zapewnił Cantetowi fabularyzowany dokument zatytułowany Klasa (2008), który zdobył Złotą Palmę  podczas 61. Międzynarodowego Festiwalu Filmowego w Cannes i nominację do Oscara dla najlepszego filmu nieanglojęzycznego. Poprzez pryzmat tytułowej szkolnej klasy na paryskich przedmieściach reżyser umiejętnie ukazał swoisty mikrokosmos i wieloetniczny tygiel, w którym uwidaczniają się problemy współczesnej demokracji. Film był antytezą głośnego Stowarzyszenia Umarłych Poetów (1989) w reżycerii Petera Weira z Robinem Williamsem w roli głównej, gdyż nie gloryfikował postaci nauczyciela jako charyzmatycznego mistrza, lecz – pomimo całej sympatii – ukazywał również jego wady i niedociągnięcia.
Po sukcesie Klasy Cantet zaczął kręcić filmy poza Francją. Na Kubie wyreżyserował jeden z epizodów filmu nowelowego pod tytułem 7 dni w Hawanie (2012) oraz fabułę pod tytułem Powrót do Itaki (2014). W Kanadzie powstał film pod tytułem Foxfire (2012), adaptacja powieści autorstwa Joyce Carol Oates. Najnowsze dzieło reżysera zatytułowane Letnia szkoła życia (2017), miało swoją premierę w sekcji Un Certain Regard podczas 70. Międzynarodowego Festiwalu Filmowego w Cannes.

## Filmografia

### Reżyser

#### Filmy fabularne
- 1997: Les sanguinaires
- 1999: Zasoby ludzkie (Ressources humaines)
- 2001: Odjazd (L'emploi du temps)
- 2005: Na południe (Vers le sud)
- 2008: Klasa (Entre les murs)
- 2012: 7 dni w Hawanie (7 días en La Habana) – epizod La Fuente
- 2012: Foxfire
- 2014: Powrót do Itaki (Retour à Ithaque)
- 2017: Letnia szkoła życia (L'atelier)
- 2021: Arthur Rambo

#### Filmy krótkometrażowe
- 1994: Tous à la manif
- 1995: Jeux de plage[9][10]